# Saint-Thurial
Saint-Thurial (bretonisch Sant-Turiav-Porc'hoed, Gallo: Saent-Turiau) ist eine französische Gemeinde mit 2.165 Einwohnern (Stand: 1. Januar 2022) im Département Ille-et-Vilaine in der Region Bretagne. Die Gemeinde gehört zum Arrondissement Rennes und zum Kanton Montfort-sur-Meu. Die Einwohner werden Thurialais und Thurialaises genannt.

## Geografie
Saint-Thurial liegt etwa 29 Kilometer westsüdwestlich von Rennes am Fluss Chèze. Umgeben wird Saint-Thurial von den Nachbargemeinden Le Verger im Norden, Bréal-sous-Montfort im Osten, Goven im Südosten, Baulon im Süden, Maxent im Südwesten, Treffendel im Westen sowie Monterfil im Nordwesten.
Durch die Gemeinde führt die Route nationale 24.

## Bevölkerungsentwicklung
| Jahr                      | 1962 | 1968 | 1975 | 1982 | 1990 | 1999 | 2006 | 2013 | 2020 |
| Einwohner                 | 727  | 749  | 772  | 1020 | 1273 | 1485 | 1779 | 2045 | 2128 |
| Quelle: Cassini und INSEE |      |      |      |      |      |      |      |      |      |

## Sehenswürdigkeiten
- Pfarrkirche Saint-Thurial, im 17. Jahrhundert neu gebaut, in der ersten Hälfte des 19. Jahrhunderts überarbeitet
- „Römische“ Steinbrücke, genaue Datierung schwierig

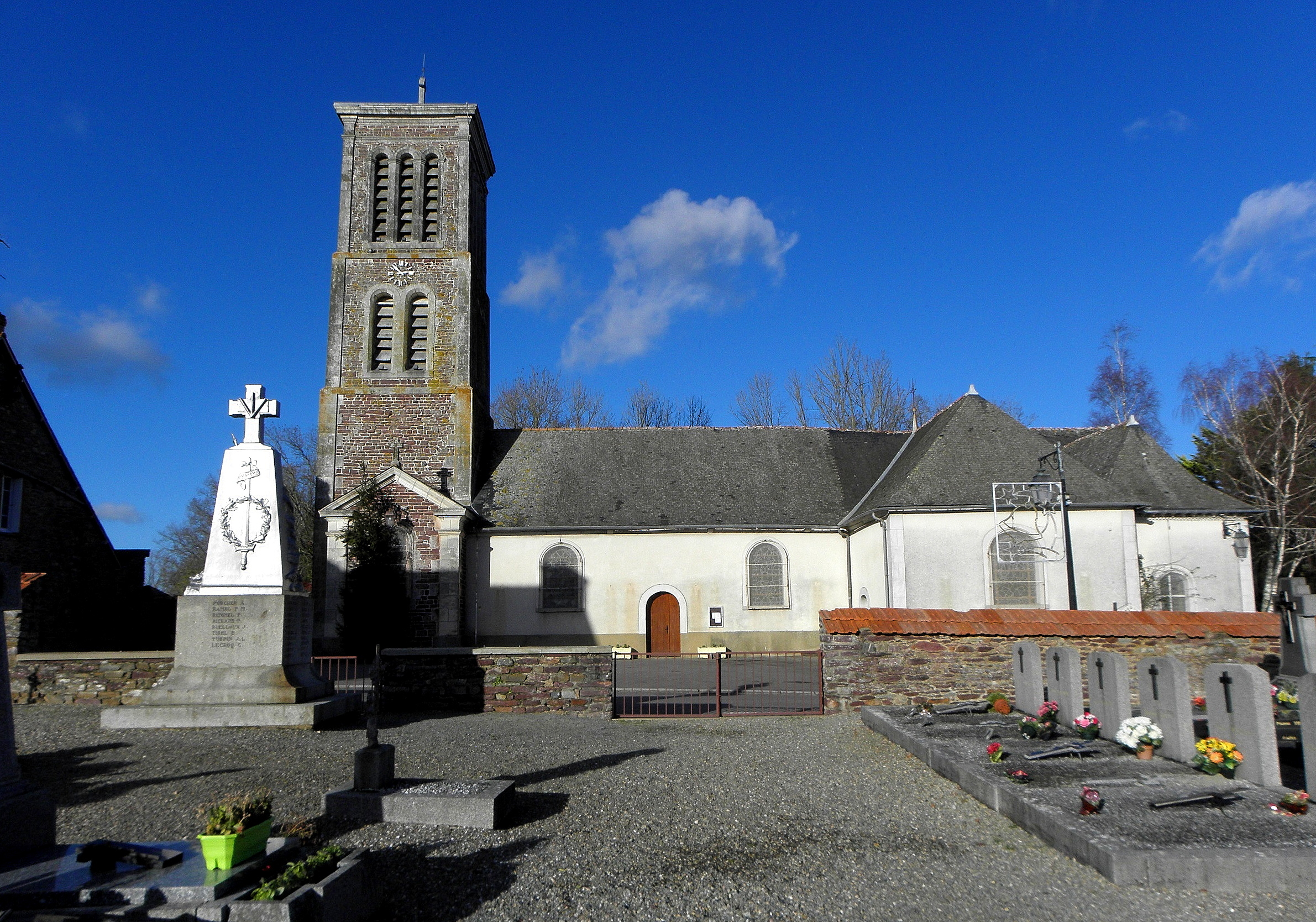
Pfarrkirche Saint-Thurial